# Spuži Kvadratnik
Spuži Kvadratnik (originalno SpongeBob SquarePants) je ameriška risana serija, ki so jo pričeli predvajati leta 1999. Od takrat je nastalo 16 sezon s 321 epizodami in 3 celovečernimi filmi(The Spongebob Squarepants movie(2004), Spuži na suhem(2015), in Spuži kvadratnik 3(2020).Naslovni lik je morska spužva kvadratne oblike, ostali liki pa so druge morske živali (morska zvezda, hobotnica ...)
Risanka je sinhronizirana v slovenščino, v Sloveniji jo predvaja postaja TV3, Nickelodeon, NickToons, POP OTO, POP TV, Kanal A in Planet TV.

## Liki
- Spuži Kvadratnik (SpongeBob SquarePants) - je morska spužva in osrednji lik v risanki. Živi v Bikinski Bistrici (Bikini bottom) na dnu morja in ima hišnega ljubljenčka (polža) Garija. Živi v ananasu in dela v restavraciji hitre hrane z imenom Hrustljavi Rak, ki je znan po svojih Rakovih Burgerjih. Še vedno nima izpita za ladjo, saj je že 38-krat padel na praktičnem testu.
- Patrik Zvezda (Patrick Star/Linke) - je morska zvezda, Spužijev sosed in najboljši prijatelj, ni preveč pameten, je pa zelo smešen in neroden. Živi pod skalo. S Spužijem vedno nagajata svojemu sosedu Marku. Rad lovi meduze s Spužijem. V 6. sezoni izvemo iz dokumenta, da se piše Linke.
- Marko Lovkar ali Marko Kalamar (Squidward Tentacles) - tečna hobotnica. Spužijev drugi sosed, ki meni, da sta Spuži in Patrik nezrela otroka. Obožuje umetnost, igranje klarineta in ples. Prav tako dela v restavraciji s hitro prehrano, kjer dela za blagajno.
- Sanči (Sandy Cheeks) - je veverica iz Teksasa. Je Spužijeva najboljša prijateljica. Obvlada karate in rada zoba lešnike. Je zelo pametna in svoje sposobnostih kaže na nenavadnih izumih, katere ji Spuži večinoma uniči ali pa uporablja v drugačne namene.
- Ga. Puff (Mrs. Puff) - je riba napihljivka. Spužijeva učiteljica vožnje (Spuži še ni opravil vozniškega izpita - opravljal ga je že 38-krat). Zelo nerada poučuje Spužija, saj se prav vedno pri praktičnem delu izpita zaleti in zaradi njega mora v bolnico (napihne se), včasih pa tudi v zapor.
- G. Rakar (Mr. Krabs - Eugene Krabs) - je šef restavracije s hitro hrano, kjer delata Spuži in Marko. Obožuje denar ter se celo kopa v njem. Včasih se zdi, da ima denar raje kot svojo hčer.
- Biserka (Pearl Krabs) - je kit, hči g. Rakarja, ki ji gre na živce njen oče, ker mu denar več pomeni kot ona. S tem je pokvaril že 16 rojstnih dni.
- Plankton (Sheldon Plankton) - je zlobnež, ki skuša ukrasti recept Rakovih burgerjev, vendar mu to vedno spodleti, saj g. Rakar in Spuži dobro varujeta recept. Želi zavladati svetu. Ima tudi restavracijo nasproti Hrustljavega Raka, Kanglo Košte, ki je venomer prazna. Poročen pa je z računalnikom po imenu Karin, ki mu svetuje pri kovanju zlobnih načrtov.
- Muri (Gary the Snail) - polž.
- Karin (Karen)
- Leteči Holandec (The Flying Dutchman)
- Kralj Neptun (King Neptune)
- Sirenko in Kalamarnik (Mermaid Man and Barnacle Boy)
- G. Emz (Mr. Emz) - Je riba, ki se pojavi v nekaj epizodah kot televizijski poročnik.
- Agent Barni (Agent Barney) - Riba, ki deluje kot agent za planktona v načrtu za pridobitev skrivne formule.

## Prizorišča
- Bikinska Bistrica (Bikini Bottom) - mesto.
- Hrustljavi rak (Krusty Krab) - restavracija g. Rakarja.
- Kangla košte (Chum Bucket) - restavracija Planktona.
- Spužijev ananas (Spongebob's pineapple) - dom Spužija kvadratnika
- Markova hiša
- Patrikova skala
- Sančijina kupola
- Laguna - plaža
- Dom g. Rakarja
- Polja meduz

## Filmi
Časovno si filmi sledijo:
- Spuži Kvadratnik - film
- Spuži Kvadratnik 2 - Spuži na suhem
- Spuži Kvadratnik 3